# Bertais
Bertais is een bestuurslaag in het regentschap Mataram van de provincie West-Nusa Tenggara, Indonesië. Bertais telt 9498 inwoners (volkstelling 2010).